# HD 19926
HD 19926，又名BD+06 496，SAO 111044、HR 958，是一颗恒星，视星等为5.56，位于銀經173.4，銀緯-41.99，其B1900.0坐标为赤經3h 7m 7.9s，赤緯+6° -41.99′ 4″。